# Функціональна магнітно-резонансна томографія
Функціональна магнітно-резонансна томографія (фМРТ) — метод медичної візуалізації, який використовує магнітно-резонансну томографію (МРТ), здатну виявляти зміни кровотоку у відповідь на нейронну активність. фМРТ широко використовується в дослідницьких проектах і набагато менше в клінічних застосуваннях. У багатьох випадках його використовують спільно з іншими неінвазивними методами, такими як електроенцефалографія (ЕЕГ) і функціональна ближня інфрачервона спектроскопія (fNIRS). ФМРТ домінує на сцені картування мозку частково тому, що не використовує іонізуюче випромінювання чи екзогенний контраст. Крім того, ця техніка має хорошу просторову роздільну здатність, хоча часова роздільна здатність низька.

## Резюме
З 1990-х років відомо, що серцево-судинні зміни в мозку тісно пов'язані з електричною активністю нейронів через збільшення споживання кисню. Кисень переноситься гемоглобіном. Дезоксигенований гемоглобін (дезокси-Hb) є парамагнітним, тоді як оксигенований гемоглобін (Hb) є діамагнітним. Таким чином, зміна співвідношення Hb/дезокси-Hb під час збільшення насиченого киснем кровотоку призводить до невеликого збільшення резонансного сигналу у ділянці з підвищеною активністю нейронів. Цей механізм є основою контрасту, який використовується в більшості експериментів фМРТ, і відомий як контраст BOLD (залежний від рівня оксигенації крові).

### фізіологія
Мозок не здатний зберігати глюкозу, хоча це єдиний субстрат, який він споживає. Більший кровотік означає більшу доступність глюкози та кисню у формі насиченого киснем гемоглобіну, частково через локальне розширення кровоносних судин. Посилення кровотоку також супроводжує збільшення електричної активності нейронів. Як правило, збільшення потоку кисню є більшим, ніж кисень, який споживається при спалюванні глюкози, що спричиняє зниження dHb у цих кровоносних судинах. Ці зміни в магнітних властивостях крові призводять до того, що активні області менше заважають поперечній намагніченості та можливому розпаду T2*, викликаному просторовою магнітною деформацією, що призводить до незначного посилення сигналу МРТ.
CBF по-різному реагує на споживання глюкози в різних областях мозку. Ранні результати показали, що на базальному рівні спостерігається більший приплив, ніж споживання глюкози в таких областях, як мигдалеподібне тіло, базальні ганглії, таламус і поясна кора головного мозку, які залучаються для швидкої реакції. У регіонах, які є більш деліберативними, наприклад, у лобовій і бічній тім'яній частках, очевидно, приплив нижчий, ніж споживання. Це необхідно враховувати при аналізі контрасту BOLD
Основним параметром часової роздільної здатності є час повторення або TR, який показує, як часто даний зріз мозку збуджується радіочастотним імпульсом і затухає до вихідної точки, яка в сигналі спостерігатиметься за його відносною втратою намагніченості до T2. TR може коливатися від дуже короткого (500 мс) до дуже довгого (3 с). Конкретно для фМРТ гемодинамічна відповідь триває близько 10 секунд, зростає в рази (завжди пропорційно початковому значенню), досягаючи піку через 4–6 секунд, а потім таким же чином падає. Зміни кровотоку відбуваються через зміни в судинній системі, що супроводжується активністю нейронів з часом. Оскільки ці відповіді безперервні та плавні, вибірка за допомогою швидших TR не допоможе. Вони лише збільшать кількість точок на кривій, отриманій простою лінійною інтерполяцією, але не додадуть до даних відповідної інформації. Експериментальні парадигми, такі як масштабування, коли стимул представлений у кількох серіях тестів, можуть допомогти покращити тимчасову роздільну здатність, але зменшити ефективну кількість отриманих точкових даних.

### BOLD Гемодинамічна відповідь
Зміна МР-сигналу, викликана активністю нейронів, називається гемодинамічною відповіддю (HDR). HDR має затримку відносно активності нейронів від 1 до 2 секунд, оскільки судинна система потребує цього часу, щоб відповісти на потребу мозку в глюкозі. Пік МР-сигналу зазвичай настає через 5 секунд після стимулу. Якщо нейрони продовжують працювати, що називається безперервним стимулом, сплеск виходить на плато, поки нейрони залишаються активними. Після припинення активності сигнал BOLD падає до своїх вихідних значень, базальних рівнів, або може ще більше впасти у феномені, який називається недостатнім рівнем.
Відповідь окремого вокселя з плином часу представляє його часовий хід. Сигнал може надходити від небажаного джерела, що називається шумом, і зазвичай надходить від самого апарату МРТ, від спонтанної активності мозку, і може бути таким же сильним, як і сам сигнал. Щоб усунути шум, дослідження, які використовують фМРТ, повторюють стимул кілька разів, щоб обчислити середнє значення.

### Просторова роздільна здатність
Воксель — це тривимірний кубоїд, розміри якого визначаються межами зрізу, площею зрізу та сіткою, накладеною на зріз у процесі сканування. Дослідження повної площі мозку використовують більші вокселі (4-5 мм), тоді як ті, що мають спеціальний фокус, використовують менші (1 мм). Менші вокселі містять менше нейронів, ніж у середньому, включають менше CBF і мають нижчий сигнал порівняно з більшими вокселями. Менші вокселі також потребують більше часу для сканування, оскільки загальний час збільшується зі збільшенням кількості вокселів на зріз і кількості зрізів. Це сприяє як дискомфорту суб'єкта, так і втраті магнітного сигналу. Воксель зазвичай містить кілька мільйонів нейронів і десятки мільярдів синапсів, причому фактична кількість залежить від розміру вокселя та області мозку, представленої на зображенні.
Нервова система добре васкуляризована, що сприяє хорошому кровообігу в цитоархітектурі. Дренажна система, так само, йде іншим шляхом, стаючи все рідше розгалуженим у венах дедалі більшого калібру, які несуть дезоксигеновану кров, багату dHb. Внесок dHb у сигнал fMRI надходить як від артеріол, так і від венул поблизу активної області та віддалених артерій і вен. Для гарної просторової роздільної здатності сигнал від великих вен потрібно придушити, оскільки він не відповідає активній області. Це можна зробити за допомогою потужного статичного магнітного поля або за допомогою послідовних спін-ехо-імпульсів. Завдяки цьому фМРТ може досліджувати просторовий діапазон від сантиметрів до міліметрів, а потім може ідентифікувати цитоархітектурні області, такі як, наприклад, хвостате ядро, путамен і таламус.

### Книги
- Song, Allen W.; McCarthy, Gregory (2014). Functional magnetic resonance imaging (3rd edition). Sunderland, Massachusetts, U.S.A. ISBN 978-0-87893-627-4
- Mumford, Jeanette A.; Nichols, Thomas E. (2011). Handbook of functional MRI data analysis. New York: Cambridge University Press. ISBN 978-0-521-51766-9

### Журнали
- Український радіологічний та онкологічний журнал
- Magnetic Resonance in Medicine
- Journal of Magnetic Resonance Imaging
- Magnetic Resonance Imaging
- Progress in Nuclear Magnetic Resonance Spectroscopy
- Magnetic Resonance in Chemistry
- Magnetic Resonance Materials in Physics, Biology, and Medicine
- Solid State Nuclear Magnetic Resonance
- Topics in Magnetic Resonance Imaging

- Investigative Radiology
- Journal of Nuclear Medicine
- Journal of Cardiovascular Magnetic Resonance
- Medical Image Analysis
- Computerized Medical Imaging and Graphics

- Radiology
- Radiology: Artificial Intelligence